# Historia de duobus amantibus
La Historia de duobus amantibus (in italiano "Storia di due amanti") è un romanzo epistolare di genere erotico scritto nel 1444 da Enea Silvio Piccolomini, il futuro papa Pio II. La prima edizione a stampa dell'opera fu dovuta ad Ulrich Zell a Colonia tra il 1467 ed il 1470.

## Trama e contesto
La vicenda, definita la «quintessenza della aristocratica poetica classicistica dell'umanesimo», è situata a Siena e ruota intorno alla storia d'amore tra Lucrezia, una donna sposata, ed Eurialo, uno degli uomini che servono il Duca d'Austria. Dopo un inizio incerto, in cui ciascuno dei due è innamorato ma è ignaro al contempo di essere ricambiato, Lucrezia ed Eurialo iniziano una corrispondenza, che occupa la maggior parte del resto del romanzo. Prima di scrivere la sua prima lettera d'amore, Eurialo cita Virgilio a difesa della sua posizione: «Amor vincit omnia et nos cedamus amori».

## Personaggi
Gli amanti furono identificati da alcuni con Kaspar Schlick, il cancelliere dell'imperatore Sigismondo, e una figlia di Mariano Sozzini, docente di giurisprudenza a Siena ai tempi in cui Enea era un suo studente, ma tale supposizione non è più accettata da tempo.

## Fonti
Le fonti cui attinse Enea Silvio Piccolomini furono molteplici: a parte le Eroidi (Heroides) di Ovidio e le Lettere di Abelardo, vi si riscontra anche un'impronta boccacciana.